# Brabant (provins)

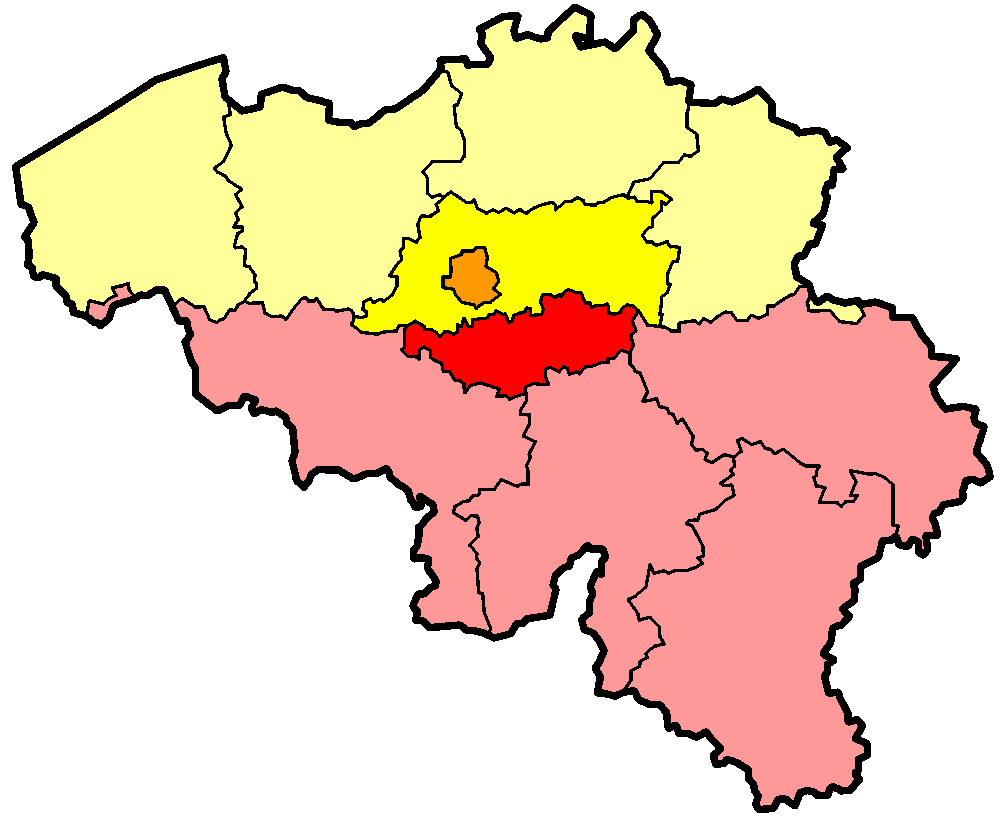
Provinsen Brabant, som delades upp i Flamländska Brabant (mörkgult), Vallonska Brabant (rött) och regionen Bryssel (orange).

Brabant var en belgisk provins som existerade 1815–1995. Den är sedan 1995 uppdelad mellan:
- Bryssel, en federal region i Belgien
- Flamländska Brabant, en provins i regionen Flandern
- Vallonska Brabant, en provins i regionen Vallonien

## Historik
Efter att fransmännen hade besegrats i Napoleonkrigen skapades 1815 provinsen Brabant av det tidigare franska departementet Dyle, som bestod av kärnområdet i det tidigare hertigdömet Brabant, som hade upplösts vid den franska invasionen. 1815–1830 var Brabant en provins i Kungariket Förenade Nederländerna, och från 1830 i Belgien.
1989 skapades Brysselregionen, men inledningsvis ingick denna fortfarande i Brabant. 1995 delades Brabant upp mellan de två regionerna Flandern och Vallonien i form av två provinser och Brysselregionen blev en provinsfri självständig region.